# ユン・ジヨン
ユン・ジヨン（ハングル表記：윤지영）は、大韓民国の韓国放送公社 (KBS) 所属のアナウンサー。1997年にKBSの第24期公開採用でアナウンサーとして採用され入局した。2015年に第18代KBSアナウンサー協会会長および第16代韓国アナウンサー連合会会長に就任した。『KBSグローバル24』や『愛の家族』『余裕満々』などの司会進行を務めた。